# Pessinetto
Pessinetto (arpità Pisinài, piemontès Psinèj) és un municipi italià, situat a la ciutat metropolitana de Torí, a la regió del Piemont. L'any 2007 tenia 607 habitants. Està situat a les Valls de Lanzo, una de les Valls arpitanes del Piemont. Limita amb els municipis de Ceres, Germagnano, Lanzo Torinese, Mezzenile, Monastero di Lanzo i Traves.

## Administració
| Període | Identitat                    | Partit        |
| ------- | ---------------------------- | ------------- |
| 2004-   | Celestino Geninatti Chiolero | Llista cívica |